# Aloe congesta
Aloe congesta é uma espécie de liliopsida do gênero Aloe, pertencente à família Asphodelaceae.